# Església de Crist (Temple de Lot)

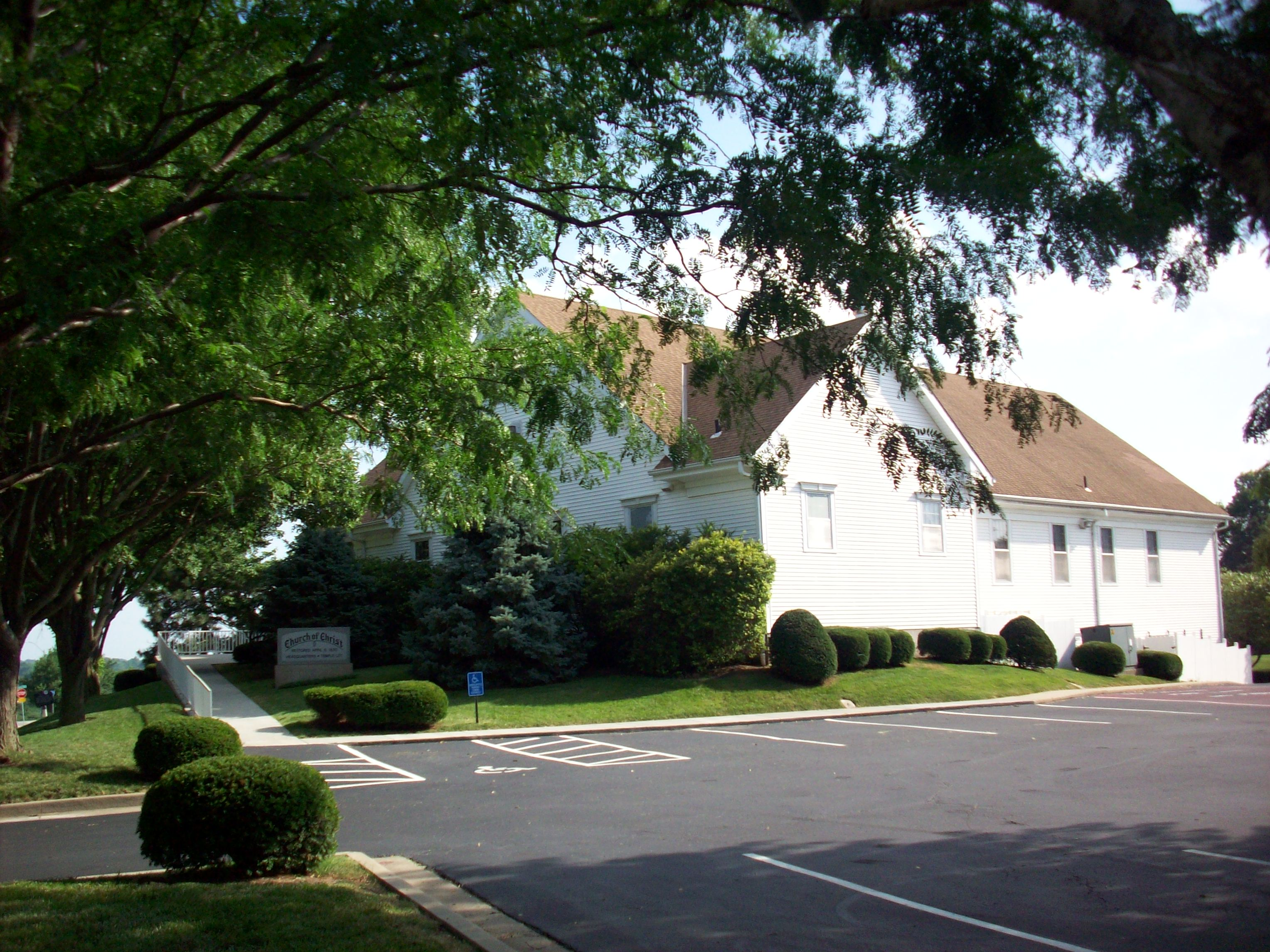
Església de Crist (Temple Lot) a Independence

L'Església de Crist (Temple Lot) és una denominació del Moviment dels Sants dels Últims Dies amb seu a Independence (Missouri), en el que es coneix com el Temple Lot. Els membres de l'església s'han conegut col·loquialment com a "Hedrickites", en honor de Granville Hedrick, qui va ser ordenat com a primer líder de l'església al juliol de 1863.
A diferència de l'Església de Jesucrist dels Sants dels Últims Dies i Comunitat de Crist, l'església del Temple Lot rebutja el càrrec de president, i en lloc seu és dirigida pel Quòrum dels Dotze Apòstols. Igualment rebutja les doctrines del Baptisme pels Morts i matrimoni etern promulgat per l'església mormona de Utah, així com la Doctrina i Convenis i La Perla de Gran Preu. Encara que participen en el diàleg amb altres faccions del Mormonisme, l'església ja no té cap contacte oficial amb cap altra organització. La seva afirmació més notable a la fama avui en dia es basa en la seva propietat exclusiva del terreny del temple, que ha mantingut durant gairebé 150 anys.
El nombre de membres és (2013) de 7 310, repartits per 11 països.
La revista bimensual de l'església Zion's Advocate és publicada des de 1922. L'església té el seu propi llibre de càntics des de 1975.